# CG Волка
CG Волка (лат. CG Lupi) — одиночная переменная звезда в созвездии Волка на расстоянии (вычисленном из значения параллакса) приблизительно 66835 световых лет (около 20492 парсеков) от Солнца. Видимая звёздная величина звезды — от менее +16m до +13,5m.

## Характеристики
CG Волка — красная пульсирующая переменная звезда, мирида (M) спектрального класса M. Эффективная температура — около 3281 K.